# Nova One – Mission Sonnenstaub
Nova One – Mission Sonnenstaub ist eine australische  Science-Fiction Animationsserie und wurde erstmals am 25. Oktober 2021 im deutschen Fernsehen ausgestrahlt. Produziert wurde diese von SLR Productions.

## Handlung
Die zwei Geschwister Jace und Adeline Nova erkunden mit ihren Eltern das weite Universum, auf der Suche nach Sonnenstaub. Obrina Eridani schätzt dessen Vorhaben jedoch in keinsterweise und versucht, diese an ihren Missionen zu hindern.

## Charaktere
- Jace ist der jüngste der Familie. Er ist wie seine Mutter Biologe und er erfindet viel.
- Adeline ist die ältere Schwester von Jace und eine gute Raumschiff Pilotin. Sie liebt alles was mit Technik zu tun hat.
- Josie ist die Mutter von Jace und Adeline und genau wie ihr Sohn Biologin. Sie liebt die Wissenschaft so sehr wie ihr Sohn.
- Hugo ist der Vater von Adeline und Jace. Er gibt Adeline Fahr Unterricht für Raumschiffe, auf wenn Adeline nie bog drauf hat dar sich alles immer wiederholt. Außerdem hängt er an allen Möbeln die die Novas besitzen. Er ist Käpten auf der Eurika.

## Synchronisation
| Figur (Original) | Figur (Deutsch) | englische Sprecher  | deutsche Sprecher |
| ---------------- | --------------- | ------------------- | ----------------- |
| Hugo Nova        | Hugo Nova       | Stephen James King  | Sven Fechner      |
| Josie Nova       | Josie Nova      | Michelle Doake      | Mareile Moeller   |
| Jet Nova         | Jace Nova       | Zachary Fuller      | Linus Drews       |
| Adelaide Nova    | Adeline Nova    | Adelaide Tustian    | Lea Kalbhenn      |
| Janali Banks     | Janali Banks    | Rae Johnston        |                   |
| Sol Eridani      | Sol Eridani     | Christian Charisiou |                   |
| Aubrina Eridani  | Obrina Eridani  | Ash Ricardo         | Anne Moll         |

## Episodenliste
| Nummer | Deutscher Titel                                     | Originaltitel                     | Erstausstrahlung (Deutschland) | Erstausstrahlung (Australien) |
| 1      | Sonnenstaub                                         | Star Dust                         | 25.10.2021                     | 02.04.2021                    |
| 2      | Nase voll vom Nova-Kodex                            | Over Being A Nova                 | 26.10.2021                     | 02.04.2021                    |
| 3      | Von Gurken und Hamstern                             | Black Hamster                     | 27.10.2021                     | 02.04.2021                    |
| 4      | Abenteuer auf TR-227                                | Escape From TR-227                | 28.10.2021                     | 02.04.2021                    |
| 5      | Galaktisch verheddert                               | Seaweed Samba                     | 29.10.2021                     | 02.04.2021                    |
| 6      | Ein mysteriöser Komet                               | Steel Comet                       | 01.11.2021                     | 02.04.2021                    |
| 7      | Ein Licht im Dunkeln                                | Friends In Dark Places            | 02.11.2021                     | 02.04.2021                    |
| 8      | G9 spielt verrückt!                                 | Invisible Siblings                | 03.11.2021                     | 02.04.2021                    |
| 9      | Mit Volldampf voraus                                | Steam Ship                        | 04.11.2021                     | 02.04.2021                    |
| 10     | Das Knuddel-Experiment                              | Grafter                           | 05.11.2021                     | 02.04.2021                    |
| 11     | Auf Geisterjagd!                                    | Ghost Station                     | 08.11.2021                     | 02.04.2021                    |
| 12     | Sprung ins Unbekannte                               | The Jump                          | 09.11.2021                     | 02.04.2021                    |
| 13     | Ein langersehntes Treffen                           | Finally An Alien                  | 10.11.2021                     | 02.04.2021                    |
| 14     | Die Goldlöckchen-Zone                               | The Goldilocks Zone               | 11.11.2021                     | Nicht ausgestrahlt            |
| 15     | Ein Flug durchs Feuer                               | Rogue Planet                      | 12.11.2021                     | Nicht ausgestrahlt            |
| 16     | Rätsel im All                                       | The Puzzle                        | 15.11.2021                     | Nicht ausgestrahlt            |
| 17     | Ein schwarzes Loch hat meine Hausaufgaben gegessen! | A Black Hole Ate My Homework      | 16.11.2021                     | Nicht ausgestrahlt            |
| 18     | Der Hamster-Planet                                  | White Hamster                     | 17.11.2021                     | Nicht ausgestrahlt            |
| 19     | Alles unter Kontrolle                               | Pamela Barnacle Is Alive And Well | 18.11.2021                     | Nicht ausgestrahlt            |
| 20     | Der Paradies-Planet                                 | Shore Leave                       | 19.11.2021                     | Nicht ausgestrahlt            |
| 21     | Alienosaurier                                       | Alienosaurs                       | 22.11.2021                     | Nicht ausgestrahlt            |
| 22     | Auf Kollisionskurs                                  | Collision Course                  | 23.11.2021                     | Nicht ausgestrahlt            |
| 23     | Ein besonderes Selfie                               | Yowie!                            | 24.11.2021                     | Nicht ausgestrahlt            |
| 24     | Der Traum von zu Hause                              | Sweet Dream                       | 25.11.2021                     | Nicht ausgestrahlt            |
| 25     | Dunkles Eis                                         | Dark Ice                          | 26.11.2021                     | Nicht ausgestrahlt            |
| 26     | Der erste Kontakt                                   | Star Dust Aliens                  | 29.11.2021                     | Nicht ausgestrahlt            |